# Elbasan Rashani
Elbasan Rashani (født 9. maj 1993 i Hillerstorp, Sverige) er en norsk fodboldspiller med rødder fra Kosovo. Han spiller for Clearmont i den franske Ligue 1.

## Privat liv
Rashani blev født i Sverige af forældre fra Kosovo, men er opvokset i Norge.

## Karriere

### Odds BK
Inden Rashani skiftede til Odds BK, spillede han i Skarphedin IF. Han startede på Odds BKs U19 hold. 
I 2010 fik han sin førsteholds debut, og blev i vinteren 2011 rykket op på førsteholdstruppen. Rashani var igennem sin tid i Odds, blevet udtaget til adskillige norske ungdomslandshold.

### Brøndby IF
Den 24. juli 2014 bekræftede Brøndby IF, at de havde hentet norske Rashani til klubben for 660.000 euro.

### Rosenborg BK
Brøndby IF offentliggjorde den 11. januar 2016, at Rasani skiftede til Rosenborg BK på en etårig lejeaftale med købsoption.